# Эвиденциальность
Эвиденциа́льность — в лингвистике набор грамматических или лексических значений, выражающих эксплицитное указание на источник сведений говорящего относительно сообщаемой им ситуации. Эвиденциальность достаточно распространена в языках мира — она является грамматической категорией приблизительно в каждом четвёртом языке. В таких языках в любом высказывании при помощи специальных грамматических средств указывается источник сведений говорящего — например, видел ли говорящий то, о чём он сообщает, собственными глазами, или только передает показания с чужих слов, или же это результат его собственной ментальной деятельности (выводов, умозаключений, догадок и т. д.). В русскоязычной литературе для обозначения данного понятия используются и другие термины: пересказывательность/непересказывательность, очевидность/неочевидность (заглазность), засвидетельствованность/незасвидетельствованность.

## История изучения
Так как в классических индоевропейских языках категория источника информации не грамматикализована, понятие эвиденциальности в лингвистике сформировалось лишь в начале XX века при описании таких языков Южной Америки, как кечуа и аймара.
Одним из первых учёных, который заговорил о понятии эвиденциальности (англ. evidentiality) как об обязательном показателе источника информации, был американский этнолингвист Франц Боас. В своей работе 1911 года Боас рассуждает о высказывании Человек болен в языке квакиутль:

В случае, если говорящий сам не видел больного человека, он должен указать, получил ли он сведения о болезни человека из вторых рук или же это ему приснилось.
Оригинальный текст (англ.)In case the speaker had not seen the sick person himself, he would have to express whether he knows by hearsay or by evidence that the person is sick, or whether he has dreamed it.

Понятие эвиденциальности как обязательной грамматической категории впервые было введено Романом Якобсоном, который рассматривал её как сферу значений, указывающих на источник сведений. Якобсон также первым выделил наклонение и эвиденциальность как две независимые категории.

## Эвиденциальные значения
В зависимости от способа, с помощью которого говорящий узнал о сообщаемой ситуации, можно выделить разные эвиденциальные значения. Прежде всего, говорящий мог иметь прямой или косвенный доступ к информации.
Прямое свидетельство подразумевает непосредственное восприятие говорящим ситуации. Часто выделяют визуальные (говорящий зрительно наблюдал ситуацию), аудитивные (слуховое восприятие ситуации говорящим) и прочие сенсорные источники информации. Когда говорящий сам видел ситуацию, часто говорят о визуальной засвидетельствованности. В разных языках граница между прямой и косвенной засвидетельствованностью проводится по-разному: например, в языке винту прямая засвидетельствованность основана только на данных зрения, а все остальные подтипы чувственного восприятия маркируются как косвенная эвиденциальность.
Косвенное свидетельство предполагает, что говорящий не воспринимал ситуацию непосредственно, и данные сведения были получены каким-то иным способом:
- Инференция (англ. inference, от англ. infer «делать предположение, высказывать догадку») — говорящий не был свидетелем ситуации, но какие-то косвенные признаки позволили ему сделать логический вывод. В некоторых языках значение инференциальности может передаваться дифференцированно — как вывод а) на основе прямых вещественных (зримых) свидетельств; б) на основе интуиции или общих знаний, мыслительной деятельности.
- Пересказывательность (англ. reported evidence, hearsay) — говорящий не был свидетелем ситуации и знает о ней с чужих слов. Как и в случае инференции, в некоторых языках может выделяться несколько видов пересказывательности в зависимости от того, получено ли сообщение от человека, который был свидетелем события (пересказ из вторых рук, англ. secondhand) или который не был свидетелем (пересказ из третьих рук, англ. thirdhand).

Типологические данные о различных семантических подтипах эвиденциальности и о их территориальном распределении были обобщены в рамках проекта Всемирного атласа языковых структур и представлены на его сайте.
В ряде языков распространено также совмещение категории эвиденциальности с категорией (ад)миративности.

## Эвиденциальные системы
Существуют разные типы эвиденциальных систем. В языке может выражаться как бинарное противопоставление — (визуальная) засвидетельствованность/заглазность (англ. eyewitness/noneyewitness), — так и система из шести и более элементов.
В целом один из ведущих специалистов по типологии эвиденциальности Александра Айхенвальд выделяет два типа эвиденциальных систем: системы, в которых наличие источника информации выражается, но тип источника при этом не уточняется (тип I); и системы, в которых различаются типы источников информации (тип II). Систему типа I тюрколог Ларс Йохансон, а вслед за ним и Айхенвальд называют непрямой засвидетельствованностью (indirectivity), а типа II — собственно эвиденциальностью (evidentiality).

### Непрямая засвидетельствованность (тип I)
В ряде языков грамматически маркируются только косвенные свидетельства, то есть тот факт, что говорящий не был свидетелем описываемой ситуации, но при этом тип источника информации (логический вывод говорящего на основе каких-либо фактов, сведения с чужих слов и т. д.) далее не уточняется. Маркирование непрямой засвидетельствованности свойственно тюркским языкам, встречается также в иранских, финно-угорских и многих других языках. При этом граммема косвенной информации часто имеет дополнительное значение, подразумевающее, что говорящий не берет на себя ответственность за истинность передаваемой информации.
Так, в следующем предложении из турецкого языка показатель -mış подразумевает, что говорящий ссылается на косвенный источник информации (это может быть как логический вывод самого говорящего, так и его ощущения или сведения с чужих слов):
| Ali  | bu-nu     | bil-iyor-muş   |
| Али  | это-ACC   | знать-INTRA-IC |
| Али, | очевидно, | знает это.     |
(Aikhenvald 2004: 275)

### Собственно эвиденциальность (тип II)

##### Двухэлементные системы
- A1. Заглазность (eyewitness) vs. незаглазность (noneyewitness)

В следующем примере из языка жаравара (семья араванских языков) противопоставляются действия, которые говорящий видел своими глазами, действиям, которых говорящий не видел:
| Wero | kisa-me-no,                      | ka-me-hiri-ka                |
| Веро | слезть-BACK-IMM.P.NONFIRSTH.m    | двигаться-BACKREC.P.FIRSTH.m |
| Веро | слез с гамака (я этого не видел) | и вышел (я это видел).       |
(Aikhenvald, Dixon 2003: 24)
Подобная система эвиденциальности встречается также в юкагирских языках, годоберинском языке и некоторых других.
- А2. Косвенное свидетельство (nonfirsthand) vs. всё остальное (косвенное свидетельство подразумевает выводы и заключения, сделанные на основе услышанной информации или каких-то видимых признаков и доказательств). Сюда относятся абхазский язык, некоторые нахско-дагестанские и угорские языки и др.
- A3. Пересказывательность (показания с чужих слов, hearsay) vs. всё остальное. Самая распространённая эвиденциальная система; встречается в папуасских, тибето-бирманских языках, лезгинском, а также в многочисленных языках Южной Америки.

##### Трёхэлементные системы
- B1. Визуальные эвиденциалы (прямое свидетельство), инференциалы, пересказывательность. Подобные эвиденциальные системы были обнаружены в языках аймара, шастанских языках, языках эмбера, кечуа и др.
- B2. Визуальные, невизуальные сенсорные, предполагаемые знания (инференциалы) (язык уашо).
- B3. Невизуальное сенсорное свидетельство, инференциалы и пересказывательность (язык ретуаран из семьи туканских языков, северный помо из семьи помоанских языков).

##### Четырёхэлементные системы
- C1. Визуальное свидетельство, невизуальное сенсорное свидетельство, инференциалы, пересказывательность (язык тариана, некоторые туканские языки, восточный помо).

Пример из языка тариана (аравакские языки): В данном языке фраза «Сесилия бранила собаку» имеет четыре различных варианта в зависимости от типа эвиденциальности. Если говорящий видел, как это происходило, фраза будет выглядеть следующим образом:
| Ceci    | tʃinu-nuku         | du-kwisa-ka            |
| Сесилия | собака-TOP.NON.A/S | 3SGF-бранить-REC.P.VIS |
| Сесилия | бранила собаку     | (я это видел).         |
Если говорящий только слышал, как Сесилия бранила собаку, фраза будет выглядеть иначе:
| Ceci    | tʃinu-nuku         | du-kwisa-mahka            |
| Сесилия | собака-TOP.NON.A/S | 3SGF-бранить-REC.P.NONVIS |
| Сесилия | бранила собаку     | (я это слышал).           |
В случае, если говорящий увидел испуганную собаку, его знание о том, что Сесилия бранила собаку, будет предполагаемым (inferred):
| Ceci    | tʃinu-nuku         | du-kwisa-sika           |
| Сесилия | собака-TOP.NON.A/S | 3SGF-бранить-REC.P.INFR |
| Сесилия | бранила собаку     | (я это предположил).    |
Если же говорящий знает о том, что Сесилия бранила собаку, от кого-то другого, то он должен сказать:
| Ceci    | tʃinu-nuku         | du-kwisa-pidaka               |
| Сесилия | собака-TOP.NON.A/S | 3SGF-бранить-REC.P.REP        |
| Сесилия | бранила собаку     | (Я узнал об этом от кого-то). |
(Aikhenvald, Dixon 2003: 134—135)
- C2. Визуальное свидетельство, инференция-1, инференция-2, пересказывательность. Подобная система встречается в языке пауни и цафики. Визуальная информация (напрямую засвидетельствованные события) немаркирована, есть суффикс для выражения прямых вещественных свидетельств сообщаемой информации (инференция-1) и для предположений, основанных на общих знаниях (инференция-2), а также для информации, полученной от других лиц (пересказывательность).

- C3. Невизуальное сенсорное свидетельство, инференция-1, инференция-2, пересказывательность (язык винту). Помимо суффиксов, выражающих невизуальную сенсорную эвиденциальность и пересказывательность, в винту также выделяется знание, выводимое логически (inferential) и предполагаемое знание, о котором говорящий думает, что оно верно, на основе его опыта со схожими ситуациями в прошлом.

- C4. Визуальное свидетельство, инференция, пересказывательность-1, пересказывательность-2 (южный тепеуа, юто-ацтекская языковая семья). Пересказывательность делится на два типа в зависимости от того, знал ли слушающий полученную информацию до этого или нет.

##### Разные эвиденциальные подсистемы в одном языке
В одном языке может быть несколько эвиденциальных подсистем. Выбор нужной подсистемы может зависеть от типа предложения, времени, в котором стоит глагол, или от наклонения глагола. Так, в языке тариана различаются четыре типа эвиденциальности в утвердительных предложениях (C1), но только три в вопросительных (не употребляется пересказывательность, схема B2), в предложениях, выражающих приказ, наоборот, выделяется только один вид эвиденциальности — пересказывательность (схема A3), а в придаточных предложениях цели различается визуальная и невизуальная информация (схема A1).
Кроме того, в некоторых языках возможны комбинации из разных видов эвиденциальности. В цянском языке визуальная эвиденциальность может совмещаться с логически выводимым знанием (инференция), например, в следующей ситуации:
| oh, | the:      | ʐbə          | ʐete-k-u!     |
| о   | 3SG       | барабан      | бить-INFR-VIS |
| О,  | он ИГРАЛ, | на барабане! |               |
(говорящий делает предположение о том, что за дверью кто-то играл на барабане, открывает дверь и видит там человека c барабаном в руках)
(Aikhenvald & Dixon 2003: 70)
В цафики пересказывательность может комбинироваться с любым из трёх других видов эвиденциальности данного языка, в том числе с заглазностью (noneyewitness), как в следующем примере:
| Manuel     | ano   | fi-nu-ti-e                                                                    |
| Мануэль    | еда   | есть-INFR.PHYSICAL.EVIDENCE-HEARSAY-DECL                                      |
| (Он сказал | / они | сказали, что) Мануэль поел (они его не видели, но у них есть доказательства). |
(Aikhenvald & Dixon 2003: 9)

## Средства выражения эвиденциальности
В языках с грамматикализованной эвиденциальностью среди средств выражения последней можно выделить морфологические и лексико-синтаксические.

### Морфологические средства
Во многих языках существуют специфические морфемы, указывающие на источник сообщаемой говорящим информации. Данные средства выражения эвиденциальности распространены в языках американских индейцев, в сино-тибетских, африканских языках.
К этой категории Н. А. Козинцева также относит формы пересказывательного наклонения в болгарском и албанском, абсентив в уральских языках, заглазное наклонение в таджикском и арчинском языках (см. также примеры из раздела 2).
Более подробное описание морфологических средств выражения эвиденциальности и их территориальное распределение приведено на сайте проекта WALS.

### Лексико-синтаксические средства
В некоторых языках придаточное изъяснительное может присоединяться к главному предложению с помощью разных союзов, указывающих на различные виды эвиденциальности. В языке руанда говорящий должен выбрать между тремя союзами — ko, если он нейтрально относится к истинности высказываемой информации; ngo, если он имеет прямое свидетельство, заставляющее его сомневаться в истинности; kongo, если он имеет косвенное свидетельство о возможной ложности информации:
| ya-vuze          | ngo    | a-zaa-za                                                                             |
| он-PAST-говорить | что    | он-FUT-приходить                                                                     |
| Он сказал, что   | придет | (но у говорящего есть прямое свидетельство, заставляющее сомневаться в его приходе). |
| ya-vuze          | kongo  | a-zaa-za                                                                                |
| он-PAST-говорить | что    | он-FUT-приходить                                                                        |
| Он сказал, что   | придет | (но у говорящего есть косвенное свидетельство, заставляющее сомневаться в его приходе). |
(Козинцева 1994: 96)
Во многих языках (в том числе, в русском языке) существуют лексические средства для выражения эвиденциальности: сложноподчиненные предложения с модусным глаголом (рус. Говорят, что …); модальные слова (экан, эмиш в узбекском языке); вводные обороты с модусным глаголом (рус. Как мне стало известно, …; Говорят, …) и некоторые другие.